# Lilla Ällagyl
Lilla Ällagyl är en sjö i Ronneby kommun i Blekinge och ingår i Bräkneåns huvudavrinningsområde.